# Várzea (Rio Grande do Norte)
Várzea é um município no estado do Rio Grande do Norte (Brasil) e está localizada na região do Agreste Potiguar. De acordo com o estimativa realizado pelo IBGE (Instituto Brasileiro de Geografia e Estatística) no ano 2024, sua população é de 5.383 habitantes. Área territorial é de, aproximadamente, 72,6 km².